# Stadtmuseum Damme

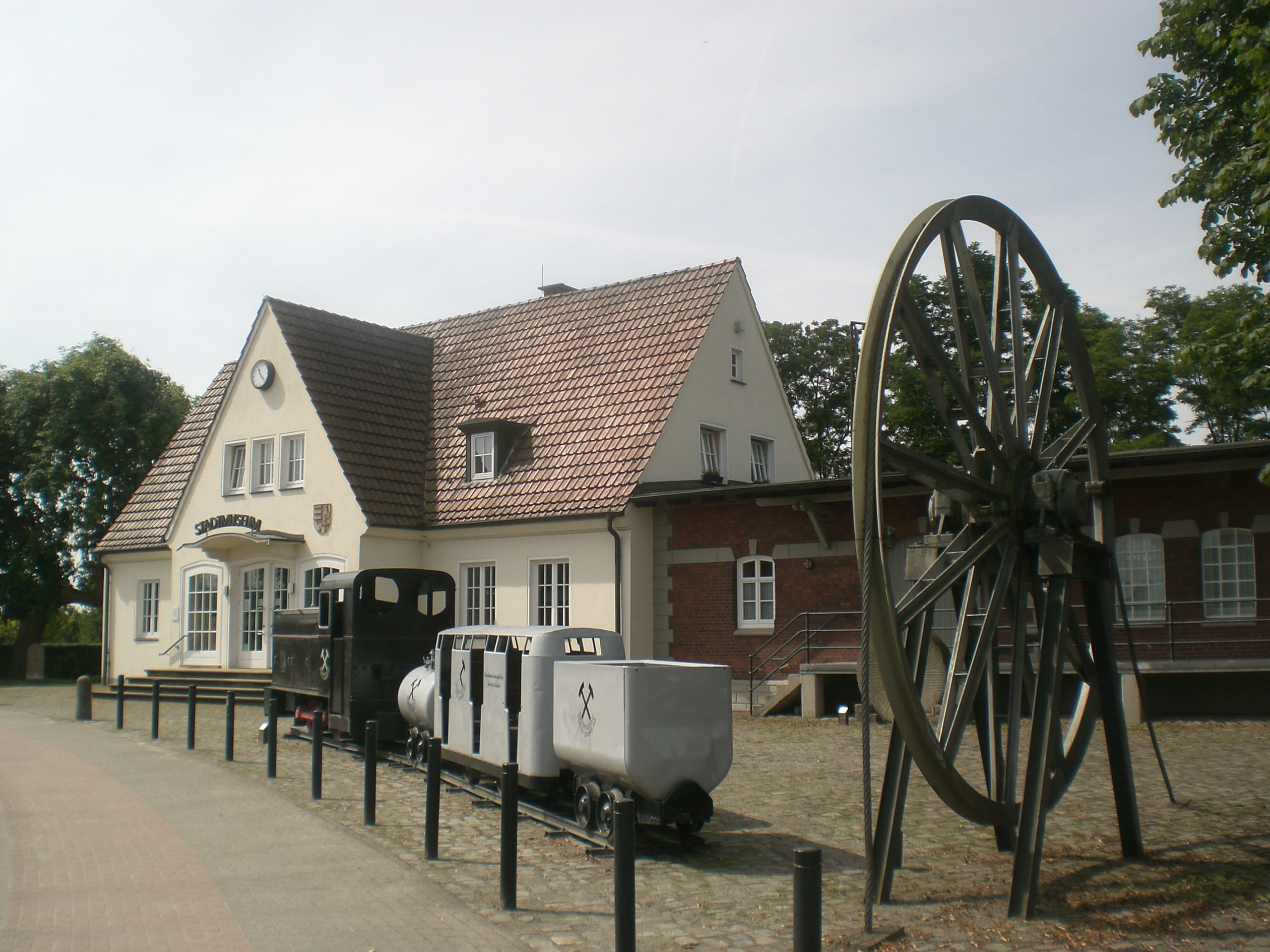
Das Stadtmuseum im Jahr 2007

Das Stadtmuseum Damme wurde 1991 im ehemaligen Bahnhof der im niedersächsischen Landkreis Vechta gelegenen Stadt Damme eingerichtet und 1992 eröffnet.
Das Museum hat vier Ausstellungsschwerpunkte. Dazu zählen Exponate zum „ältesten Bohlenweg der Welt“, Artefakte aus den umliegenden Grabstätten des Neolithikums und der Bronzezeit, Ausstellungsstücke zur Dersaburg und dem Territorialstreit der Fürstbischöfe von Osnabrück und von Münster im Stadtgebiet (1252–1802 bzw. 1817). Hinzu kommt die Darstellung der Entwicklung des „Dammer Carnevals“ mit der Dammer Carnevalsgesellschaft von 1614. Ein weiterer Schwerpunkt ist der Eisenerzbergbau der Jahre 1939 bis 1967 durch die Erzbergbau-Porta-Damme AG, ein Unternehmen, in dem zeitweise tausend Beschäftigte arbeiteten und das um 1960 ein Zwanzigstel der deutschen Eisenerzförderung lieferte.
Neben diesen vier ständigen Ausstellungsbereichen gibt es in der Frachtgüterhalle dieses ehemaligen Bahnhofs jeweils eine Sonderausstellung zu Themen, die für die Dammer Geschichte und Entwicklung von nachhaltiger Bedeutung sind.
Zahlreiche mesolithische Fundstellen, davon 42 kartiert, sind aus dem zu dieser Zeit noch erheblich größeren Dümmergebiet bekannt. Der älteste Bohlenweg entstand um 4550 v. Chr. und gehört zu den Bohlenwegen im Campemoor. Zwischen Dievenmoor und Hunteburger Straße fand man in den 1890er Jahren einen weiteren Bohlen- und Pfahlweg durch das Moor, der zwischen 500 und 300 v. Chr. gebaut worden war. Hinzu kommen die "Hünensteine", ein Großsteingrab in Neuenwalde, das gleichfalls aus dem Neolithikum stammt, sowie das bronze- und eisenzeitliche Urnengräberfeld vom Mahnenberg in Bergfeine (Ortsteil von Damme), ein Friedhof, den man fast ein Jahrtausend lang nutzte. Ab 1934 wurden im Dümmer Siedlungsreste (Huntedorf I) ausgegraben, die später auf die Zeit zwischen 5000 und 4000 v. Chr. datiert wurden.
Betrieben wird das Museum durch eine ehrenamtliche Arbeitsgruppe des 1897 gegründeten Heimat- und Verschönerungsvereins „Oldenburgische Schweiz“.